# كوري وبستر (كرة سلة)
كوري وبستر (بالإنجليزية: Corey Webster)‏ مواليد 29 نوفمبر 1988 في أوكلاند، هو لاعب كرة سلة نيوزلندي. بدأ مسيرته الاحترافية في سنة 2008. يلعب مع ويلينغتون ساينتس في الدوري النيوزيلندي لكرة السلة كلاعب هجوم خلفي. يحمل الرقم 9.

## المسيرة الاحترافية
لعب مع نيو زيلاند بريكرز في الدوري الأسترالي من سنة 2008 إلى 2011، ثم لعب مع ويلينغتون ساينتس في سنة 2011، ثم لعب مع نيو زيلاند بريكرز في الدوري الأسترالي من سنة 2012 إلى 2017، ثم لعب مع ويلينغتون ساينتس في موسم 2013–2014، ثم لعب مع ميغا في سنة 2015، ثم لعب مع سوبر سيتي رينجرز في سنة 2016، ثم لعب مع ويلينغتون ساينتس في سنة 2017.

## سجل المنافسة
شارك في المنافسات التالية:
- كأس العالم لكرة السلة 2014
- بطولة أمم أوقيانوسيا لكرة السلة 2009
- بطولة أمم أوقيانوسيا لكرة السلة 2013

## روابط خارجية
- كوري وبستر على موقع الاتحاد الدولي لكرة السلة (الإنجليزية)
- كوري وبستر على موقع كرة السلة الأوروبية.كوم (الإنجليزية)
- كوري وبستر على موقع ريلجم (الإنجليزية)
- كوري وبستر على موقع بروبوليرز (الإنجليزية)
- كوري وبستر على موقع سبورتس رفرنس (الإنجليزية)